# Camponotus punctiventris
Camponotus punctiventris är en myrart som beskrevs av Carlo Emery 1920. Camponotus punctiventris ingår i släktet hästmyror, och familjen myror. Inga underarter finns listade.